# HD81581
HD81581 — хімічно пекулярна зоря спектрального класу A4, що має видиму зоряну величину в смузі V приблизно  7,8.
Вона  розташована на відстані близько 348,8 світлових років від Сонця.